# Emmétropie

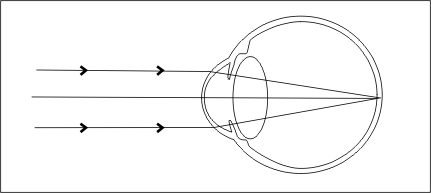
Œil emmétrope au repos

Un œil emmétrope /e.me.tʁɔp/ est un œil sans troubles de la réfraction, contrairement à un œil amétrope.
Pour un œil emmétrope au repos, le point focal de l'ensemble cornée-cristallin est situé sur la rétine : le punctum remotum est à l'infini.
En vision de près, le pouvoir d'accommodation du cristallin (qui se bombe), permet d'avancer le point focal devant la rétine pour conserver une concentration sur la rétine des rayons lumineux qui ne sont plus parallèles mais divergents. L'œil emmétrope met donc au point entre le punctum proximum vers 25 cm (cette distance augmente avec l'âge à l'apparition de la presbytie) et le punctum remotum à l'infini.